# Dolmen von La Lapita

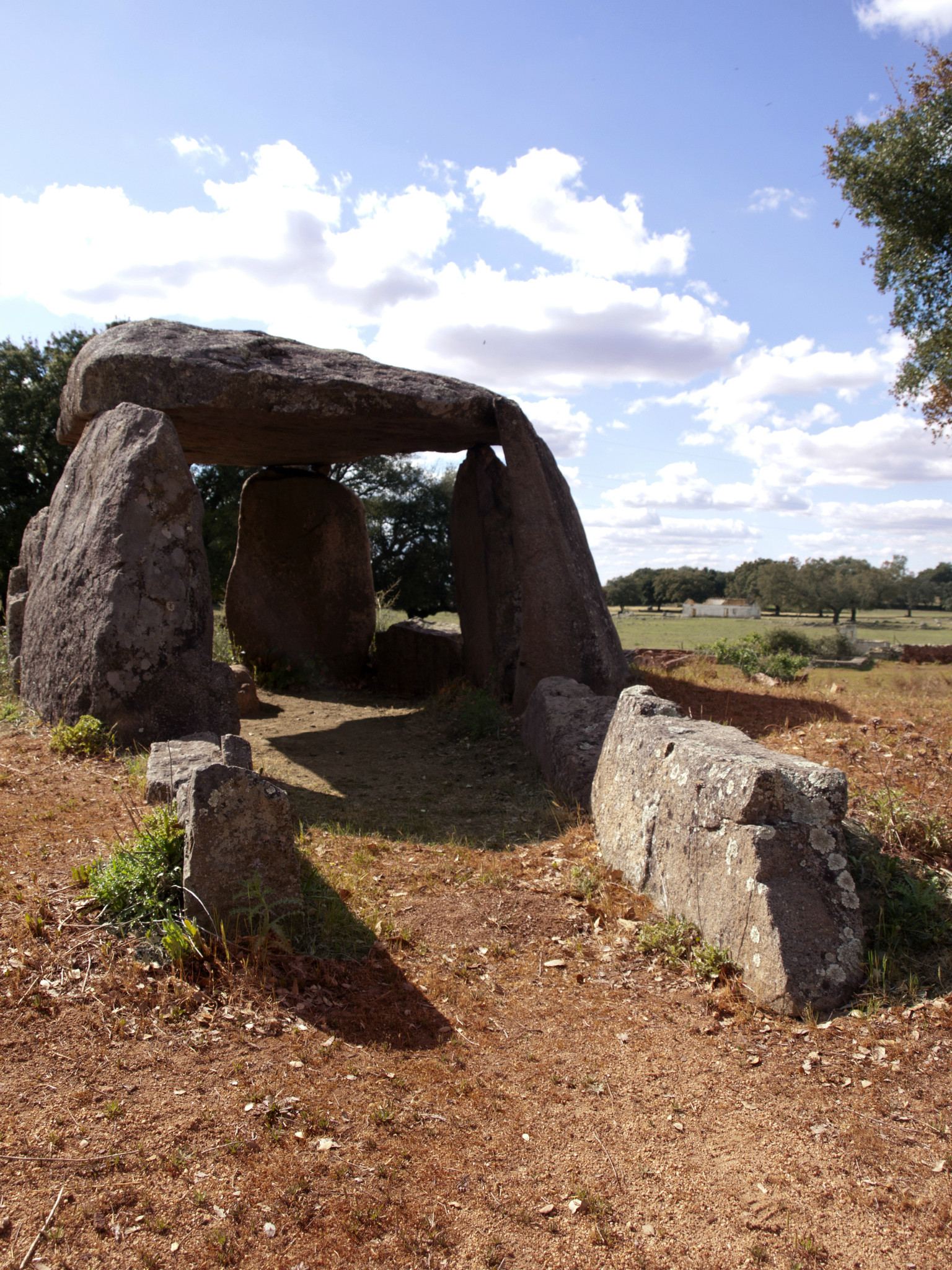
Dolmen von La Lapita

Der Dolmen von La Lapita liegt nahe der Straße BA-026, nordwestlich von Barcarrota in der Provinz Badajoz in der Extremadura in Spanien.
Der unweit der Grenze zu Portugal gelegene Dolmen ist in seiner Architektur von der typischen Form der westlicher verbreiteten Antas beeinflusst und nicht von den Dolmen Spaniens.
Der Dolmen liegt in den Resten seines Hügels. Völlig erhalten sind vier Tragsteine der Kammer und ihr flach aufliegender, dünner Deckstein. Drei der Kammer und (alle) vier des Ganges sind abgeschlagen.
In der Nähe liegen mit dem Dolmen El Milano (auch Cerca del Milano genannt) einer der größten Dolmen der Extremadura und sieben weitere meist stärker beschädigte Dolmen.